# 트리폴리 국제공항
트리폴리 국제공항(아랍어: مطار طرابلس العالمي, 영어: Tripoli International Airport)은 리비아 트리폴리에 있는 공항이다. 트리폴리 공항은 트리폴리의 중심부에서 34km 남쪽에 있는 Ben Ghashir에 있으며 민간항공과 리비아 기상청에 의해 운영되는 리비아에서 가장 큰 공항으로, 아프리키야 항공, 리비아 항공, 부라크 항공의 허브 공항으로 사용하고 있다. 터미널의 수용 가능 인원은 연간 3백만 명인데 2008년에 3백만 명을 넘는 사람들이 이용하며 2천만 명을 수용할 수 있는 새 터미널을 몇 년 내에 완공할 예정이다. 유엔이 비행 금지 구역으로 설정했다가 10월 31일에 해제하여 이용이 재개되었다.
대한항공의 DC-10-30 기종이 1989년 공항에 착륙하던 도중 추락 사고가 나기도 했다. 그리고 21년 후인 2010년에 아프리키야 항공 여객기가 착륙하는 과정에서 추락하는 사고도 있었다.

## 운항 노선[3]
| 항공사             | 목적지                             |
| ------------------ | ---------------------------------- |
| 아프리키야 항공    | 벵가지, 파리(샤를 드 골)           |
| 에어 몰타          | 몰타                               |
| 오스트리아 항공    | 빈                                 |
| 이집트 항공        | 카이로                             |
| 에미레이트 항공    | 두바이                             |
| 리비아 항공        | 암만, 벵가지, 카이로, 몰타, 튀니스 |
| 말레브 헝가리 항공 | 부다페스트                         |
| 카타르 항공        | 도하                               |
| 로얄 에어 모로코   | 카사블랑카                         |
| 로얄 요르단 항공   | 암만(퀸알리아)                     |

### 화물 노선
| 항공사           | 목적지                        |
| ---------------- | ----------------------------- |
| 로얄 요르단 항공 | 빈                            |
| TMA 카고         | 암스테르담 , 파리(샤를 드 골) |